# Estació de Trinitat
L'estació de Trinitat és una estació de ferrocarril localitzada al barri de Trinitat (al districte de la Saïdia) de València i que forma part de les línies 4 i 6 de l'operador Metrovalència. L'estació pertany a la zona tarifària A de Ferrocarrils de la Generalitat Valenciana (FGV) i l'Autoritat de Transport Metropolità de València (ATMV). L'adreça oficial de l'estació és el carrer de Cofrents, número 13.

## Història
L'estació de Trinitat fou inaugurada el 21 de maig de 1994 amb el nom de "Primat Reig" com a part de la nova línia 4 de Metrovalència sobre el recorregut de l'antiga línia de València al Grau, construïda el 1892 i desballestada en estat quasi ruinós el 1990.
El 27 de setembre de 2007, amb l'obertura de la línia 6 de Metrovalència que connecta Torrefiel amb el Grau de València, l'estació començà a rebre els nous tramvies de la nova línia; és de fet en aquesta estació on convergixen les línies 4 i 6. L'any 2021, FGV canvià el nom de 23 estacions; entre d'elles, Primat Reig, que passà a dir-se "Trinitat" en referència al barri al qual s'ubica, ja que l'estació es troba al límit entre els barris de Trinitat i Benimaclet.

## Distribució
La morfologia de l'estació, en superfície, és de dues vies i andanes paral·leles. Com a cada estació, a les andanes s'hi troba una xicoteta zona d'espera per a viatjers abillada amb bancs i màquines de venta de bitllets. Les andanes no compten amb mampares de seguretat. L'estació es troba adaptada per a sords, inividents i discapacitats físics.
L'estació és de lliure accés en ser en superfície. S'hi troba localitzada a l'intersecció entre el carrer de Cofrents i el carrer de Bellús. L'estació connecta amb la línia 11 d'autobús urbà de l'Empresa Municipal de Transports de València (EMT). L'estació es troba en el límit entre els barris de Benimaclet (al districte homònim) i Trinitat (a la Saïdia), el qual dóna nom a l'estació.

### Línies
| Procedència/Destinació          | <             | Línia | >          | Procedència/Destinació |
| ------------------------------- | ------------- | ----- | ---------- | ---------------------- |
| Mas del Rosari/Fira de València | Pont de Fusta |       | Benimaclet | Doctor Lluch           |
| Tossal del Rei                  | Alfauir       | ...   | Benimaclet | Marítim                |